# دانييل ويب
دانييل ويب (بالإنجليزية: Daniel Webb)‏ (2 يوليو 1983 في المملكة المتحدة - ) هو لاعب كرة قدم بريطاني في مركز الدفاع. لعب مع برايتون أند هوف ألبيون وروشدين ودايموندز وكامبريدج يونايتد ونادي ساوثهامبتون وهال سيتي ويوفل تاون ولينكولن سيتي أف سي ونادي وكينغ وهافانت أند ووترلوفيل ونادي سالزبري سيتي ونادي تشيلمسفورد وساتون يونايتد ونادي دوفر أتليتيك ونادي باث سيتي ونادي مارساشلوك وإيه أف سي ويمبلدون ونادي ساوثيند يونايتد.

## وصلات خارجية
- دانييل ويب على موقع قاعدة بيانات كرة القدم.إي يو (الإنجليزية)
- دانييل ويب على موقع Soccerbase.com (لاعب) (الإنجليزية)